# Exocentrus exocentroides
Exocentrus exocentroides là một loài bọ cánh cứng trong họ Cerambycidae.